# Amebix
Amebix é uma banda de crust punk formada em 1978 na Inglaterra. Iniciou como a "The Band with No Name", durou de 1978 até 1987, durante esse tempo eles gravaram três EP e dois álbuns. A banda voltou a se reunir em 2008.

## História
Por ser uma das primeiras bandas a misturar anarco-punk e post-punk e são citados como uma das bandas que ajudou a criar o estilo crust punk. Seu álbum Arise! de 1985, é considerado um dos primeiros álbuns do gênero.
Suas influências foram Discharge com a visão pessimista e anarquista da banda Crass. Também foram influenciados por várias bandas de pós-punk e rock gótico como Public Image Ltd., Bauhaus, Joy Division e especialmente Killing Joke. Suas letras traziam uma temática sombria e depressiva.
É citada como a principal influência de bandas de crust punk como Nausea e bandas experimentais como Neurosis e cultuada por bandas de hardcore punk finlandesas como Riistetyt, Rattus e Terveet Kädet, além da banda brasileira Sepultura, bandas de metal suecas, entre outras.
Se por um lado, o punk havia chegado ao grande público através de bandas como The Clash, Ramones e Sex Pistols, o Amebix não gozava de um contrato com grande gravadora e nem retirava da música o seu sustento. Seu primeiro registro em um álbum foi a música "University Challenged", na coletânea Bullshit Detector da Crass Records em 1980.
Ao longo de muitos anos os integrantes viveram comendo sobra de comidas do lixo e morando em squats. Por expressarem essas dificuldades em sua sonoridade e nas imagens que invocavam em suas letras - a falta de perspectiva material e existencial - a banda é reconhecida pelo pioneirismo no estilo crust punk e pela qualidade criativa alcançada mesmo em situações tão adversas, viviam o que expressavam e vice-versa.

## Discografia

### Integrantes
- Rob "The Baron" Miller - vocal, baixo (1978 - 1987, 2008 - atualmente)
- Stig - guitarra, backing vocal (1978 - 1987, 2008 - atualmente)
- Roy Mayorga - bateria, percussão, teclado (2008 - atualmente)

### Ex-integrantes
- Ric Gadsby - baixo (1978 - 1979)
- Andy Billy Jug - bateria (1978 - 1981)
- Clive - baixo (1979)
- Martin - bateria (1981)
- Norm - teclado (1981 - 1984)
- Virus - bateria (1981 - 1985)
- Jenghiz - teclado (1984)
- George - teclado (1984 - 1987)
- A. Droid - teclado (1984 - 1987)
- Spider - bateria (1985 - 1987)

### Álbuns de estúdio
- Arise! (1985, LP/CD, Alternative Tentacles)
- Monolith (1987, LP/CD, Heavy Metal Records)
- Sonic Mass (2011, LP/CD, Amebix Records, Easy Action)

### EPs
- Who's the Enemy (1982, 7", Spiderleg Records)
- No Sanctuary (1984, 12", Spiderleg Records)

### Álbuns ao vivo
- No Gods (1985)
- No Masters (1986)
- Make Some Fucking Noise (1997)

### Coletâneas
- The Power Remains (1993, LP, Skuld Releases)
- No Sanctuary: The Spiderleg Recordings (2008, LP+7"/CD, Alternative Tentacles)

### Singles
- "Winter" (1983, 7", Spiderleg Records)

### Demos
- Amebix (1979)
- Right to Ride (1987)